# Каэр Гвенддолеу
Каэр Гвенддолеу (валл. Caer Gwenddoleu) — небольшое бриттское королевство Древнего Севера, существовавшее в VI—VII веках. Получило название по своему наиболее известному правителю — Гвенддолеу ап Кейдио.
Местонахождение Каэр Гвенддолеу, по данным раннесредневековых валлийских исторических источников, точно не установлено. Известно, что оно располагалось вблизи границ королевств Эбрук и Стратклайд. Предполагается, что его столица находилась или около современного Лонгтауна, или около современного Карлайла.
Королевство Каэр Гвенддолеу возникло в начале VI века, когда около 505 года, после смерти короля Эйниона ап Мора, его владения были разделены между его сыновьями: старший сын, Элифер ап Эйнион, получил Эвраук, а младший, Кейдио ап Эйнион — Каер Гвенддолеу. Около 550 года Кейдио наследовал его сын Гвенддолеу, безуспешно пытавшийся захватить Эборак, в котором правили его двоюродные братья Передур и Гурги. Вскоре в конфликт были вовлечены и соседние правители — король Пеннинов Динод Толстый и король Стратклайда Риддерх Щедрый. В произошедшей в 573 году сражении при Арвдеридде Гвенддолеу погиб. Бо́льшая часть его владений, включая «форт бриттов» на Дамбартонской скале — стратегически важный пункт на побережье Солуэй-Ферта, где в XIII веке был возведён одноимённый замок, перешла под контроль Ридерха Щедрого, а часть была захвачена королём Регеда Уриеном, поставившим управлять этими землями своих братьев Ллеу и Арауна. Братья правили совместно примерно до 616 года, а после смерти Ллеу Араун ап Кинварх, вероятно, правил единолично. Его правление закончилось около 630 года. Вскоре после этого, вслед за падением Регеда, Каэр Гвенддолеу также был завоёван, став частью королевства Стратклайд.
Короли Каер Гвенддолеу:
- ок. 505 — ок. 550 — Кейдио ап Эйнион
- ок. 550—573 — Гвенддолеу ап Кейдио
- 573 — ок. 616 — Ллеу ап Кинварх
- 573 — ок. 630 — Араун ап Кинварх